# 佩德拉巴德茹

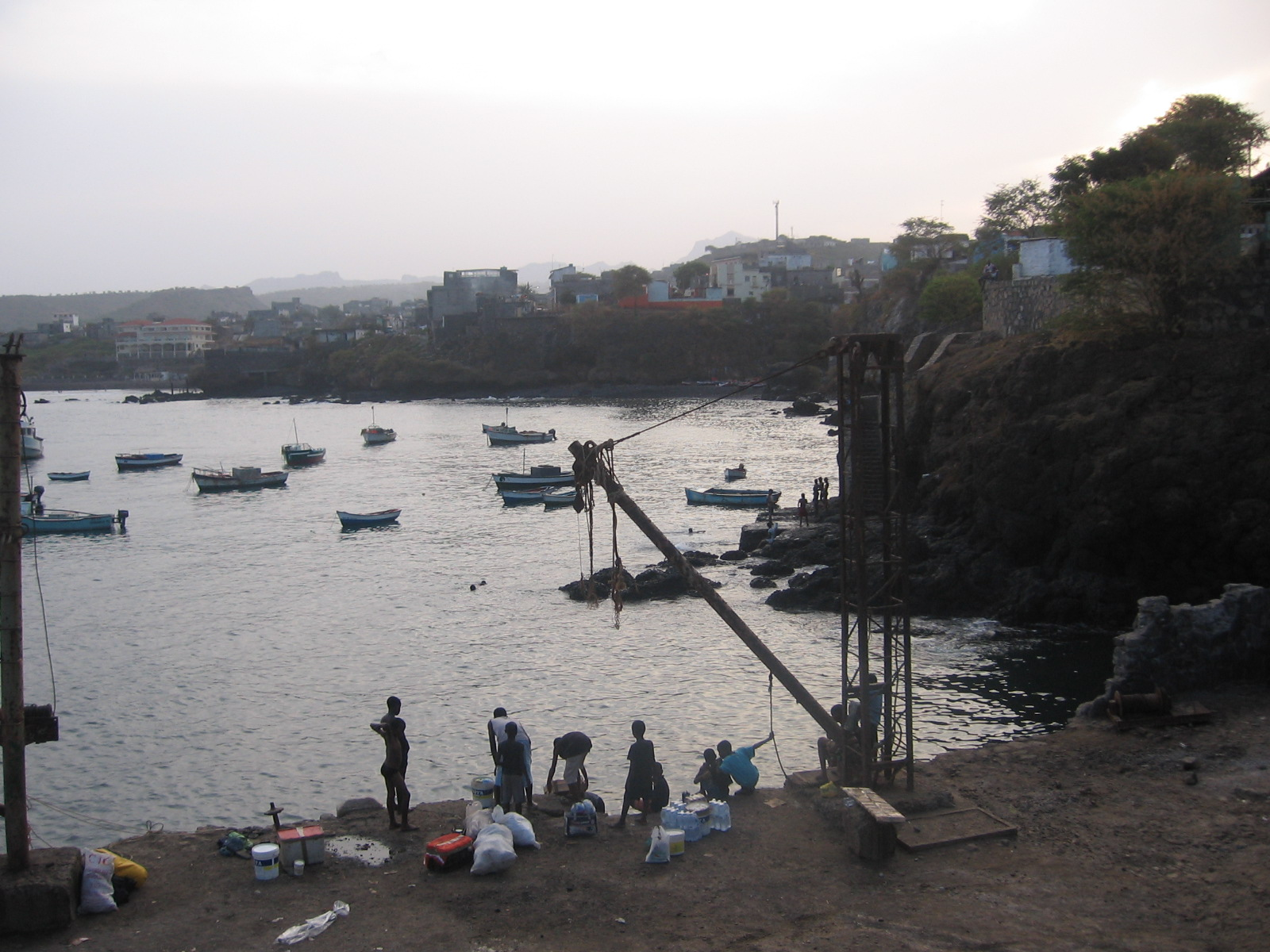
佩德拉巴德茹

佩德拉巴德茹（葡萄牙語：Pedra Badejo）是佛得角的城市，也是聖克魯斯縣的首府，位於聖地牙哥島東岸，距離首都培亞31公里，其友好城市是葡萄牙阿威羅，2005年人口約10,700。